# Arbus (Pyrénées-Atlantiques)
Arbus is een gemeente in het Franse departement Pyrénées-Atlantiques (regio Nouvelle-Aquitaine). De oppervlakte bedraagt 13,89 km², de bevolkingsdichtheid is 74,23 inwoners per km². Arbus telde op 1 januari 2022 1.235 inwoners.

## Geografie
De oppervlakte van Arbus bedroeg op 1 januari 2022 13,89 vierkante kilometer; de bevolkingsdichtheid was toen 88,9 inwoners per km².

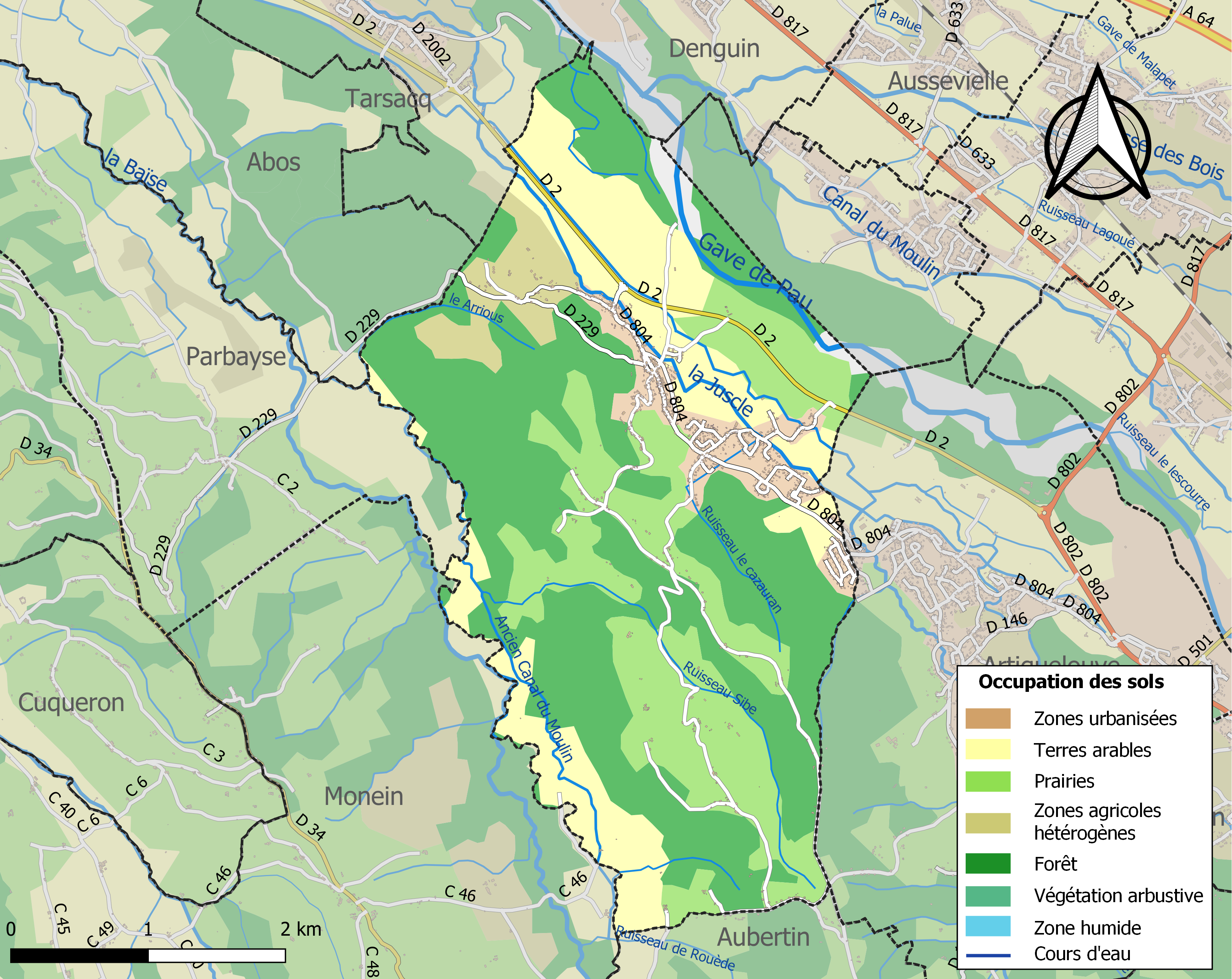
Kaart van de gemeente met belangrijkste infrastructuur, bodemgebruik en omliggende gemeenten

## Demografie
Onderstaande figuur toont het verloop van het inwonertal (bron: INSEE-tellingen).